# Nynorska barnlitteraturpriset
Nynorska barnlitteraturpriset (norska: Nynorsk barnelitteraturpris, också kallat Noregs Mållags barnelitteraturpris), är ett norskt litteraturpris som årligen delas ut av Noregs Mållag för framstående arbete inom nynorsk barnlitteratur. Priset delades ut för första gången 1968. Priset är på 50 000 norska kronor (2021).

## Pristagare
- 1968 – Jørgen Stang för Rise Rugge Småttomsenn
- 1969 – Jan-Magnus Bruheim för Grashoppa og andre eventyr
- 1970 – Johannes Farestveit för översättning av böcker till nynorska
- 1971 – Eli Oftedal för översättning av böcker till nynorska
- 1972 – Jan-Magnus Bruheim och Albert Olafsson
- 1973 – Priset delades inte ut
- 1974 – Einar Økland för Det blir alvor
- 1975 – Priset delades inte ut
- 1976 – Priset delades inte ut
- 1977 – Øyvind Dybvad för Håkon Hestekar gjennom eld og vatn
- 1978 – delat mellan Magnhild Gravir för Ut å reise och Arvid Hanssen för Kaldt hav
- 1979 – Rune Belsvik för ... ingen drittunge lenger ...
- 1980 – Arvid Hanssen för Den store båra
- 1981 – Ragnar Hovland för Den flygande sykkelen
- 1982 – Jens Graasvoll för Songboka mi
- 1983 – Olav H. Hauge och Wenche Øyen för Regnbogane
- 1984 – Sissel Solbjørg Bjugn för Handa i buret
- 1985 – Tor Obrestad för Kamelen i Jomarskogen
- 1986 – Ragnar Hovland för Sjømannen, tante Elida og dei største eventyr
- 1987 – Guri Vesaas för arbetet med nynorsk barnlitteratur
- 1988 – Liv Marie Austrem för Runar vart 17 år
- 1989 – Jon Fosse och Alf Kåre Berg (illustration) för Uendeleg seint
- 1990 – Rønnaug Kleiva för Plutseleg no
- 1991 – Torvald Sund för Slang (1989), Vettskremt (1990) och Skrømt (1991)
- 1992 – Rune Belsvik för Kjærleiken er eit filmtriks
- 1993 – Ragnar Hovland för Bjørnen Alfred og hunden Samuel forlet pappkartongen
- 1994 – Bjørn Sortland för Himmelkyss
- 1995 – Erna Osland för Matti og den store stjernepassaren
- 1996 – Arnfinn Kolerud för Berre ikkje brøyteplogen kjem och Guri Vesaas för översättningen av Martin og bestefar
- 1997 – Olav Norheim och Mikael Holmberg för Bilde i berg
- 1998 – Sissel Horndal för Ei halspastillhistorie
- 1999 – Dag Helleve för Kubanaren
- 2000 – Bjørn Sortland för Den blå, blå himmelen
- 2001 – Torvald Sund för Knivkastarens son
- 2002 – Hans Sande och Gry Moursund (illustration) för Arkimedes og rulletrappa
- 2003 – Hilde K. Kvalvaag för Hjarteklapp
- 2004 – Arnfinn Kolerud för Den som ikkje har gøymt seg no
- 2005 – Maria Parr för Vaffelhjarte
- 2006 – Ragnar Hovland för Fredlaus
- 2007 – Antologin Godnattboka
- 2008 – Sissel Horndal för Himmelspringaren
- 2009 – Maria Parr för Tonje Glimmerdal
- 2010 – Vegard Markhus för Timothy mister seg sjølv
- 2011 – Asbjørn Rydland för Med eld i hjartet
- 2012 – Anna Rommetveit Folkestad för Unni og Gunni reiser
- 2013 – Erna Osland för Nasevis
- 2014 – Lars Mæhle för den andra boken i serien Landet under isen. Dødeboka
- 2015 – Marit Kaldhol för Zweet
- 2016 – Anders Totland för Engel i snøen
- 2017 – Maria Parr för Keeperen og havet
- 2018 – Kari Stai för Jakob og Neikob og Alle Andre
- 2019 – Marianne Gretteberg Engedal för Pølsetjuven
- 2020 – Harald Nortun för Spådama i 7B
- 2021 – Tone E. Solheim för Svarttrasta syng om natta